# Jacques Vallée

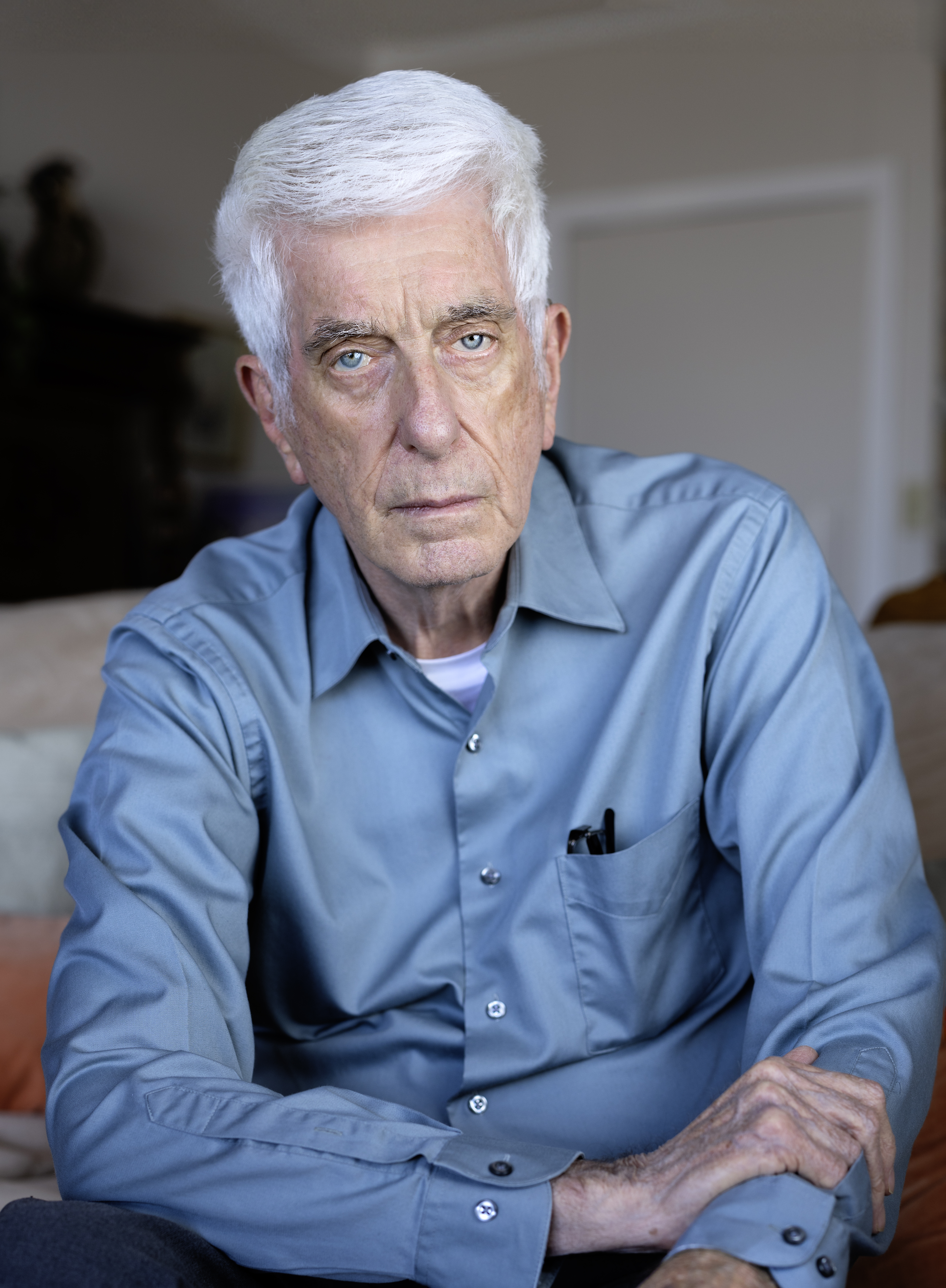
Jacques Vallée, 2024

Jacques Fabrice Vallée (* 24. September 1939 in Pontoise) ist ein französischer Astronom und Informatiker, der vor allem durch seine Beiträge zur Ufologie bekannt wurde.

## Leben und Karriere
Vallée studierte Mathematik an der Sorbonne und schloss ein Studium der Astrophysik an der Universität von Lille mit dem Magister ab. Danach arbeitete er als Astronom am Pariser Observatorium, bevor er in die Vereinigten Staaten zog, wo er an der University of Texas at Austin wirkte und an deren MacDonald Observatory für die NASA den Mars kartographierte.
1967 promovierte er an der Northwestern University in Informatik. In den 1970er Jahren beschäftigte sich Vallée im Auftrag der National Science Foundation mit der Entwicklung von Computernetzen, insbesondere hinsichtlich des Arpanets.
Seit den 1980er Jahren ist er am Aufbau von Fonds für Risikokapital im Hochtechnologie-Bereich beteiligt.
Jacques Vallée lebt mit seiner Frau Janine in San Francisco. Sie haben zwei Kinder.

## Ufologie
Sein Interesse für UFOs erwachte in seiner Jugend, als er in seiner Heimat 1955 ein unidentifiziertes Flug-Objekt sah. 1961 wurde er seinen Angaben gemäß am Pariser Observatorium Zeuge, wie Bänder vernichtet wurden, auf denen die Flugbahnen rätselhafter Objekte aufgezeichnet waren.
Zunächst neigte er zur „extraterrestrischen Hypothese“, also der Ansicht, dass UFOs Raumschiffe einer außerirdischen Zivilisation seien. Gegen Ende der 1960er Jahre kam er jedoch zu dem Schluss, dass viele Aspekte des UFO-Phänomens damit nicht erklärt werden könnten und arbeitete fortan mit Hypothesen, die es in den größeren Bereich der paranormalen Erscheinungen einordnen; so zum Beispiel mit der „interdimensionalen Hypothese“ eines nicht-menschlichen Bewusstseins, das nicht an unser Raumzeit-Gefüge gebunden ist.
Im Einzelnen führt er fünf Argumente an, die seiner Meinung nach gegen die extraterrestrische Hypothese sprechen:

„(I) ungeklärte nahe Begegnungen sind viel zahlreicher, als es für eine physikalische Untersuchung der Erde notwendig wäre; (II) der humanoide Körperbau der angeblichen „Außerirdischen“ ist wahrscheinlich nicht auf einem anderen Planeten entstanden und ist nicht biologisch an Reisen im Weltraum angepasst; (III) das in Tausenden von Berichten über Entführungen geschilderte Verhalten widerspricht der Hypothese, eine fortgeschrittene Rasse führte genetische oder wissenschaftliche Experimente an Menschen durch; (IV) die Existenz dieses Phänomens während der gesamten aufgezeichneten Geschichte der Menschheit zeigt, daß UFOs kein neuzeitliches Phänomen sind; (V) die scheinbare Fähigkeit der UFOs, Raum und Zeit zu manipulieren, deutet auf völlig andere und viel interessantere Möglichkeiten…“

Wie sein Mentor J. Allen Hynek, ein renommierter US-amerikanischer Astronom, beschäftigt sich Vallée mit der wissenschaftlichen Klassifikation von UFO-Sichtungen. Er übt scharfe Kritik sowohl an UFO-Gläubigen wie auch -Skeptikern wegen der Voreingenommenheit, mit denen diese beiden Gruppen das Beweismaterial untersuchen. Eine ähnliche Haltung nimmt er gegenüber Verschwörungstheorien ein. Er sieht zwar Hinweise darauf, dass Geheimdienste Manipulationen im Umfeld der UFO-Szene vornehmen, bestreitet aber entschieden, dass damit auch ein „geheimes Wissen“ auf Regierungsebene über den wahren Ursprung der UFOs erwiesen sei. Vallée wird neben John A. Keel der „fortianischen Ufologie“ zugeordnet, da er, ebenso wie Charles Fort bei seiner Sammlung rätselhafter Himmelserscheinungen Anfang des 20. Jahrhunderts, den soziokulturellen Hintergrund der Phänomene ernst nimmt.
Vallée war das Vorbild für die Figur des französischen Wissenschaftlers Claude Lacombe in Steven Spielbergs Film Unheimliche Begegnung der dritten Art.

## Veröffentlichungen

### UFO-Forschung
- Anatomy of a Phenomenon. Henry Regnery, Chicago 1965; Ballantine, 1974, ISBN 0-345-24287-4
- mit Janine Vallée: Les Phénomènes Insolites de l’Espace. La Table Ronde, Paris 1966
  - Challenge to Science. The UFO Enigma. Henry Regnery, Chicago 1966; Ballantine, 1974, ISBN 0-345-24263-7
- Passport to Magonia. From Folklore to Flying Saucers. Henry Regnery, Chicago 1969; Contemporary, Chicago 1993, ISBN 0-8092-3796-2
- The Invisible College. E. P. Dutton, New York 1975, ISBN 0-525-13470-0
- mit J. Allen Hynek: The Edge of Reality. A progress Report on Unidentified Flying Objects. Henry Regnery, Chicago 1975
- Messengers of Deception. UFO Contacts and Cults. And/Or, Berkeley 1979; Daily Grail, 2008, ISBN 0-9757200-4-X
- Dimensions. A Casebook of Alien Contact. Contemporary, Chicago 1988; Anomalist Books, 2008, ISBN 1-933665-28-9
  - Dimensionen. Begegnungen mit Außerirdischen von unserem eigenen Planeten. Zweitausendeins, Frankfurt 1994, ISBN 3-86150-061-2; Knaur-Taschenbuch, München 1996, ISBN 3-426-77197-7
- Confrontations. A Scientist’s Search for Alien Contact Random House, New York 1990; Anomalist Books, 2008, ISBN 1-933665-29-7
  - Konfrontationen. Begegnungen mit Außerirdischen und wissenschaftlichen Beweisen. Zweitausendeins, Frankfurt 1994, ISBN 3-86150-062-0; Knaur-Taschenbuch, München 1996, ISBN 3-426-77195-0
- Revelations. Alien Contact and Human Deception. Random House, New York 1991; Anomalist Books, 2008, ISBN 1-933665-30-0
  - Enthüllungen. Begegnungen mit Außerirdischen und menschlichen Manipulationen. Zweitausendeins, Frankfurt 1994, ISBN 3-86150-063-9; Knaur-Taschenbuch, München 1997, ISBN 3-426-77196-9
- UFO Chronicles of the Soviet Union. A Cosmic Samizdat. Ballantine Books, New York 1992, ISBN 0-345-37396-0
- Forbidden Science.
  - Journals 1957-69. North Atlantic, Berkeley 1992; Documatica Research LLC, 2008, ISBN 0-615-18724-2
  - Volume Two: Journals 1970-79. Documatica Research LLC, 2008, ISBN 0-615-24974-4
- Estimates of Optical Power in Six Cases of Unexplained Aerial Objects with Defined Luminosity Characteristics. In: Journal of Scientific Exploration. Vol. 12, No. 3, Herbst 1998, S. 345–358 (PDF; 1,23 MB)
- Physical Analyses in Ten Cases of Unexplained Aerial Objects with Material Samples. In: Journal of Scientific Exploration. Vol. 12, No. 3, Herbst 1998, S. 359–375 (PDF; 1,61 MB)
- mit Chris Aubeck: Wonders in the Sky. Unexplained Aerial Objects from Antiquity to Modern Times. Jeremy P. Tarcher/Penguin, 2010, ISBN 978-1585428205

### Sonstige Sachthemen
- mit Robert Johansen & Kathi Spangler: Electronic Meetings. Technical Alternatives and Social Choices. Addison-Wesley, 1979, ISBN 0-201-03478-6
- The Network Revolution. Confessions of a Computer Scientist. And/Or Press, Berkeley (CA) 1982, ISBN 0-915904-73-X (Volltext in der Google-Buchsuche)
  - Computernetze. Träume und Alpträume von einer neuen Welt. rororo-Taschenbuch, Reinbek bei Hamburg 1984, ISBN 3-499-18101-0
- Computer Message Systems. McGraw-Hill, New York 1984, ISBN 0-07-606874-9
- The Heart of the Internet. An Insider’s View of the Origin and Promise of the On-line Revolution. Hampton Roads, Charlottesville (VA) 2003, ISBN 1-57174-369-3
- Les Enjeux du Millénaire. Capital Risque et Innovation. Hachette Littératures, Paris 1998, ISBN 2-01-235402-5
- The Four Elements of Financial Alchemy. A New Formula for Personal Prosperity. Ten Speed Press, Berkeley (CA) 2001, ISBN 1-58008-218-1
- Français d’Ailleurs. Documatica research, LLC, 2008, ISBN 0-615-19126-6

### Fiktion
- ALINTEL. Mercure de France, Paris 1986, ISBN 2-7152-1395-6
- La Mémoire de Markov. Mercure de France, Paris 1986, ISBN 2-7152-1441-3
- Fastwalker. Frog Books, Berkeley (CA) 1996, ISBN 1-883319-43-9
- Stratagème. Editions de l’Archipel, Paris 2006, ISBN 2-84187-777-9
  - Stratagem. Documatica Research LLC, 2007, ISBN 0-615-15642-8

unter dem Pseudonym Jérôme Sériel
- Le Sub-Espace. Hachette, Paris 1961
- Le Satellite Sombre. Denoël, Paris 1962
- Erzählungen in Fiction Magazine:
  - Les Calmars d’Andromède. No. 94, September 1961
  - L’Oeil du Sgal. No. 107, Oktober 1962
  - Les Planètes d’Aval. No. 110, Januar 1963
  - Le Satellite Artificiel. Spécial No. 4, 1963
  - Le fabricant d’événements inéluctables. No. 145, Dezember 1965 (PDF)